# The Reptile
The Reptile es una película de terror de 1966 realizada por Hammer Productions. Fue dirigida por John Gilling y protagonizada por Noel Willman, Jacqueline Pearce, Ray Barrett (actor), Jennifer Daniel (actriz) y Michael Ripper (actor).

## Argumento
A principios del siglo XX, en el pueblo ficticio de Clagmoor Heath en Cornualles, varios lugareños están muriendo de lo que se considera como la "Peste Negra". Harry Spalding (Ray Barrett) hereda la cabaña de su difunto hermano y llega con su nueva esposa, Valerie (Jennifer Daniel). Los habitantes del pueblo se mantienen alejados de la pareja recién llegada y solo el tabernero, Tom Bailey (Michael Ripper), se hace amigo de ellos. Bailey explica que la hostilidad exhibida por la gente del pueblo es el resultado de muchas muertes misteriosas en la comunidad.
El siniestro Dr. Franklyn (Noel Willman), el dueño de la cercana Well House, es el único residente en las cercanías de la cabaña, y vive con su hija Anna (Jacqueline Pearce). El Doctor trata a su hija con cruel desprecio y es atendida por un silencioso sirviente malayo (Marne Maitland).
Con la esperanza de saber algo de las muertes, Harry invita al excéntrico local, Mad Peter (John Laurie) a cenar a casa. Después de advertirles que sus vidas están en peligro, Mad Peter se marcha rápidamente solo para regresar más tarde esa noche echando espuma por la boca, con la cara ennegrecida e hinchada. Muere a los pocos minutos. Los Spalding intentan alertar al Dr. Franklyn, pero Franklyn afirma con arrogancia que la muerte de Peter no es de su incumbencia, explicando que él es un doctor en divinidad, no un cirujano.
En un intento por ayudar a Harry a aclarar el misterio, Tom Bailey desentierra ilegalmente el cadáver de Mad Peter y descubre una extraña herida en el cuello como una mordedura de serpiente. Harry y Tom desentierran el ataúd del hermano muerto de Harry y descubren que el cadáver también tiene esas mismas marcas extrañas. Al darse cuenta de que están amenazados por algo mucho peor de lo que jamás habían imaginado, Harry responde rápidamente a un mensaje urgente de Well House. Allí es mordido por una misteriosa criatura reptil, pero aún logra regresar a su hogar y recuperarse de la mordedura.
Mientras tanto, en la misteriosa morada, Valerie es testigo del intento del Dr. Franklyn de matar a su propia hija maldita (que se transformó en una criatura reptil después de ser secuestrada por un culto de serpientes malayo que incluía al propio sirviente del médico). También es testigo de una feroz lucha entre el médico y el sirviente malayo trastornado. Durante la batalla una linterna se vuelca y el Dr. Franklyn es mordido por los colmillos venenosos de su hija reptil. Tanto el médico como el reptil mueren en el fuego y Well House se derrumba en llamas con Harry y Valerie huyendo para salvar sus vidas.

## Elenco
- Noel Willman como el Dr. Franklyn.
- Ray Barrett como Harry George Spalding.
- Jennifer Daniel como Valerie Spalding.
- Jacqueline Pearce como Anna Franklyn.
- Michael Ripper como Tom Bailey.
- John Laurie como Mad Peter.
- Marne Maitland como el malayo.
- David Baron como Charles Edward Spalding.
- Charles Lloyd-Pack como el vicario.
- Harold Goldblatt como el abogado.
- George Woodbridge como Old Garnsey.

## Producción
La producción se filmó una tras otra con La plaga de los zombis y utilizó muchos de los mismos decorados, incluidas tomas exteriores en los terrenos de Oakley Court cerca de Bray, Berkshire (visto ardiendo en los fotogramas finales). Jacqueline Pearce y Michael Ripper aparecieron en ambas películas. La cabaña utilizada en la película estaba ubicada en la localidad de Brentmoor Road en West End de la ciudad de Woking en el estado de Surrey. Las tomas de brezales fueron de West End y Chobham Common. La estación de tren que se vislumbró brevemente cerca del comienzo de la película fue la estación de tren deLoudwater. 
Como se documenta en libros sobre la historia de Hammer Productions, a la actriz Jacqueline Pearce no le gustaba usar el maquillaje Reptile porque sufría de claustrofobia. Después de esta película, juró que nunca usaría maquillaje de "criatura" en sus futuros proyectos de actuación.
La película se estrenó en algunos mercados en un largometraje doble con Rasputin, The Mad Monk.
John Burke escribió una novelización de la película como parte de su libro de 1967 The Second Hammer Horror Film Omnibus.

## Recepción de la crítica
La historia de Hammer: La historia autorizada de Hammer Films llamó a la película "Hammer clásico de los sesenta";  mientras que Allmovie escribió, "hay algunas inconsistencias en el guión de Anthony Hinds, pero la película está magníficamente montada y ofrece su parte de conmociones"; Time Out escribió, "es más lento y más temperamental que su pieza complementaria (Plague of the Zombies), pero sorprendentemente Conan Doyleish en sus majestuosos disfraces. Jacqueline Pearce es fenomenal"; y British Horror Films dijo simplemente, "es magnífico".
 The Monthly Film Bulletin escribió que "tiene una dignidad inusualmente controlada para una producción de Hammer; en lugar de las habituales derramamientos de sangre, se nos invita a observar con nerviosa curiosidad la lenta autodestrucción de un hombre orgulloso pero supersticioso incapaz de rescatar a su hija de la mitad del destino -le deseó él solo ... En conjunto, una película de bastante mérito ".  Kevin Thomas de Los Angeles Times criticó la película y escribió que "el guión es demasiado tonto para todos, excepto para los más acríticos".